# Czekaj (Kórnica)
Czekaj (nazwa oboczna Folwark Chudoba) – część wsi Kórnica w Polsce, położona w województwie opolskim, w powiecie krapkowickim, w gminie Krapkowice, wchodzi w skład sołectwa Kórnica. Historycznie leży na Górnym Śląsku, na ziemi prudnickiej.
W latach 1975–1998 Czekaj administracyjnie należał do ówczesnego województwa opolskiego. Do 1956 w powiecie prudnickim.
W 1921 w zasięgu plebiscytu na Górnym Śląsku znalazła się tylko część powiatu prudnickiego. Czekaj znalazł się po stronie wschodniej, w obszarze objętym plebiscytem. 1 października 1948 r. nadano miejscowości, wówczas administracyjnie związanej z Kórnicą i należącej do powiatu prudnickiego, polską nazwę Czekaj. W spisie gromad i miejscowości w powiecie prudnickim na dzień 1 stycznia 1953 wymieniono Czekaj jako przysiółek Kórnicy pod nazwą Chudoba.